# Brokiris
Brokiris (Iris versicolor) är en irisväxtart som beskrevs av Carl von Linné. Enligt Catalogue of Life ingår Brokiris i släktet irisar och familjen irisväxter, men enligt Dyntaxa är tillhörigheten istället släktet irisar och familjen irisväxter. Arten är reproducerande i Sverige. Inga underarter finns listade i Catalogue of Life.

## Bildgalleri

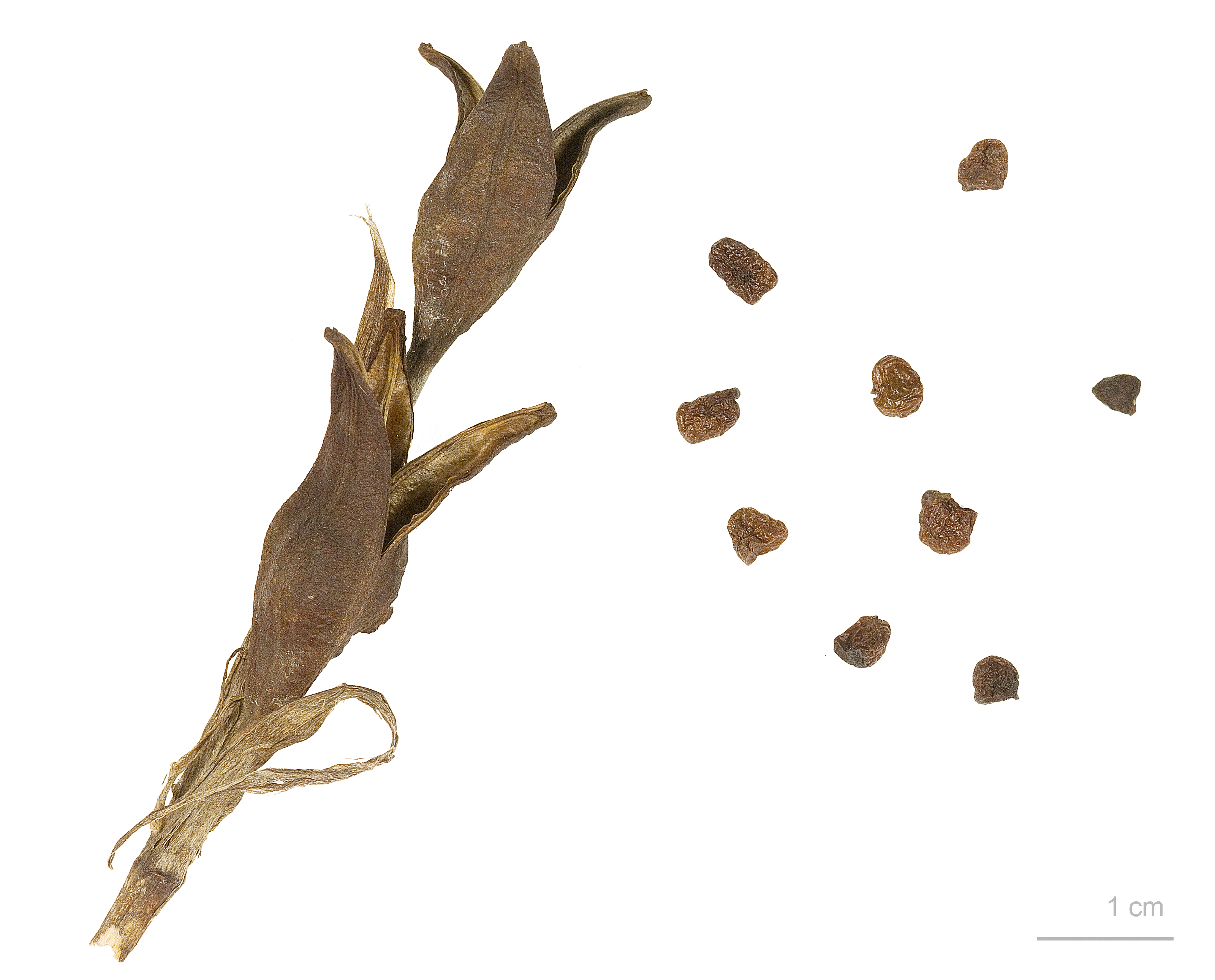
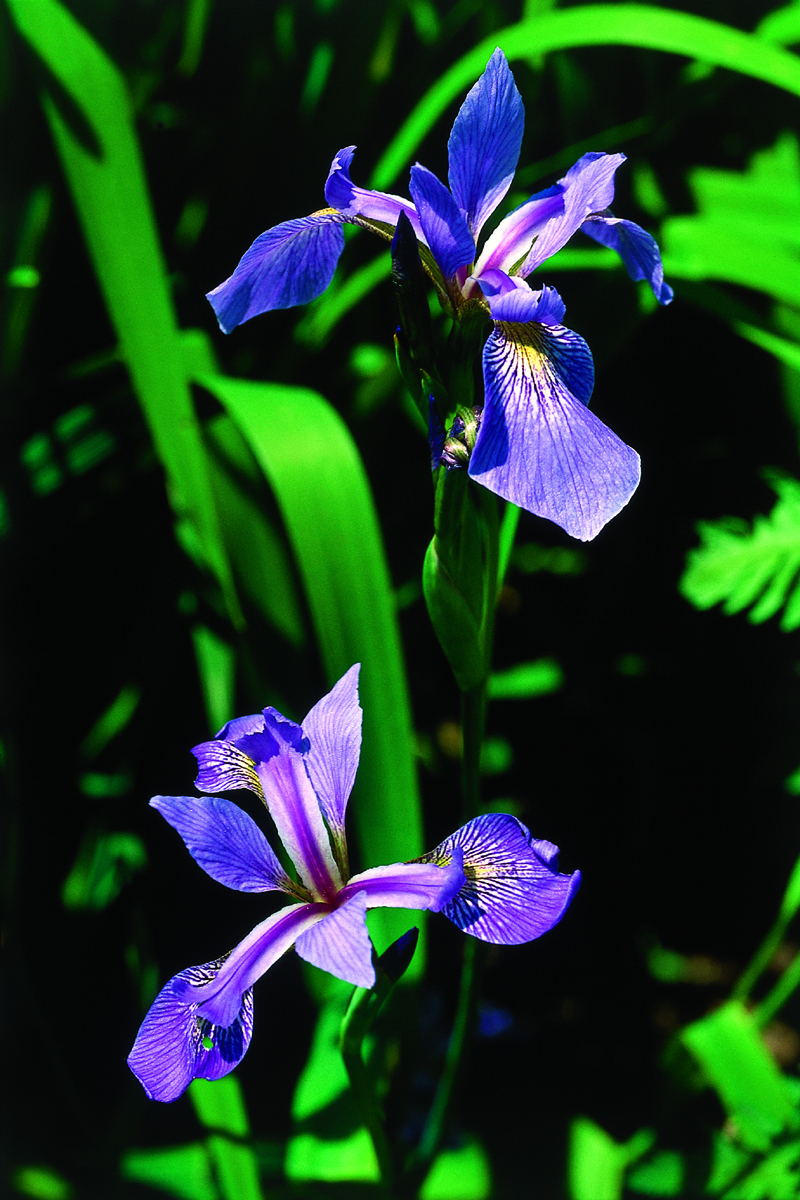
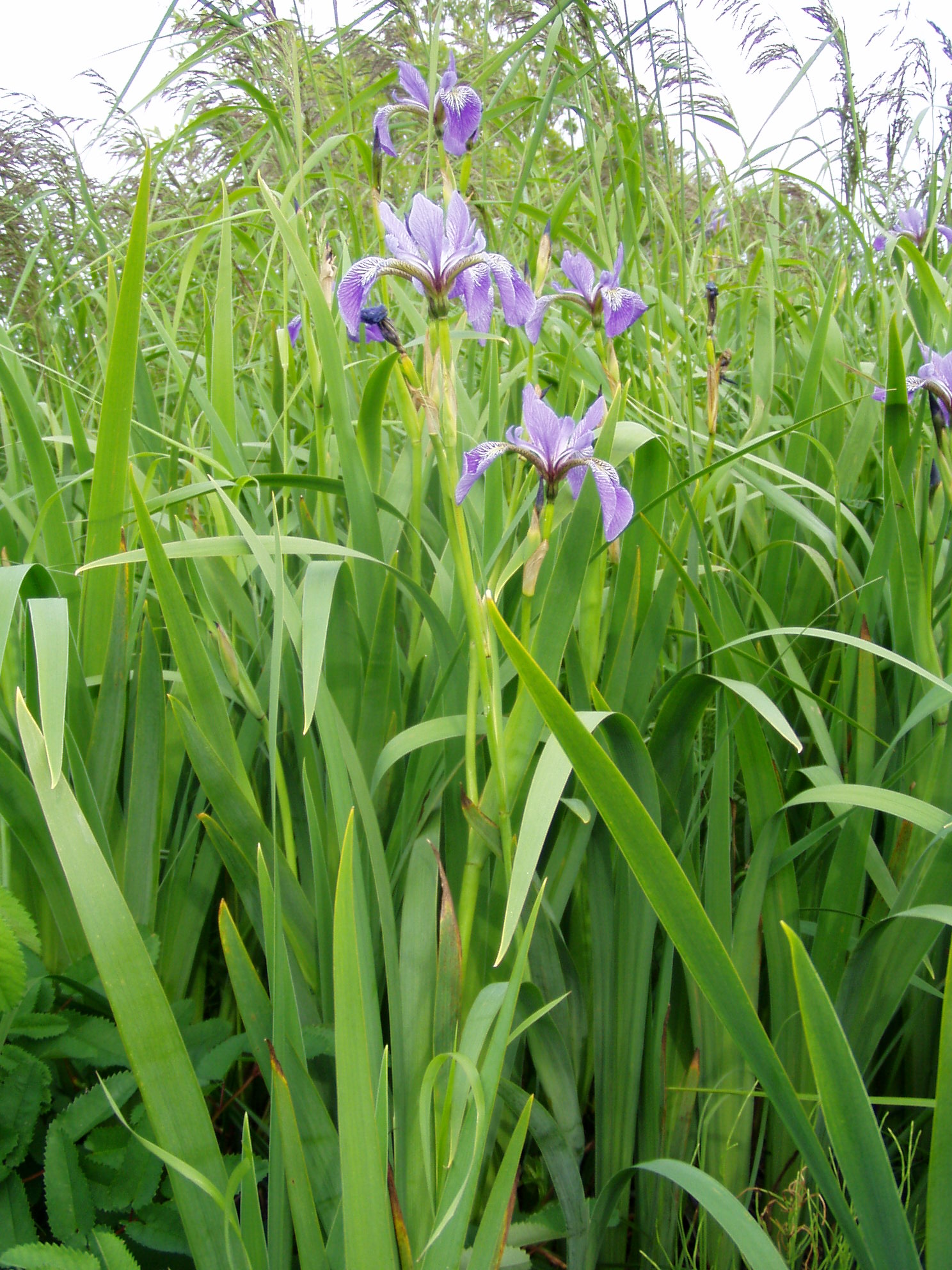
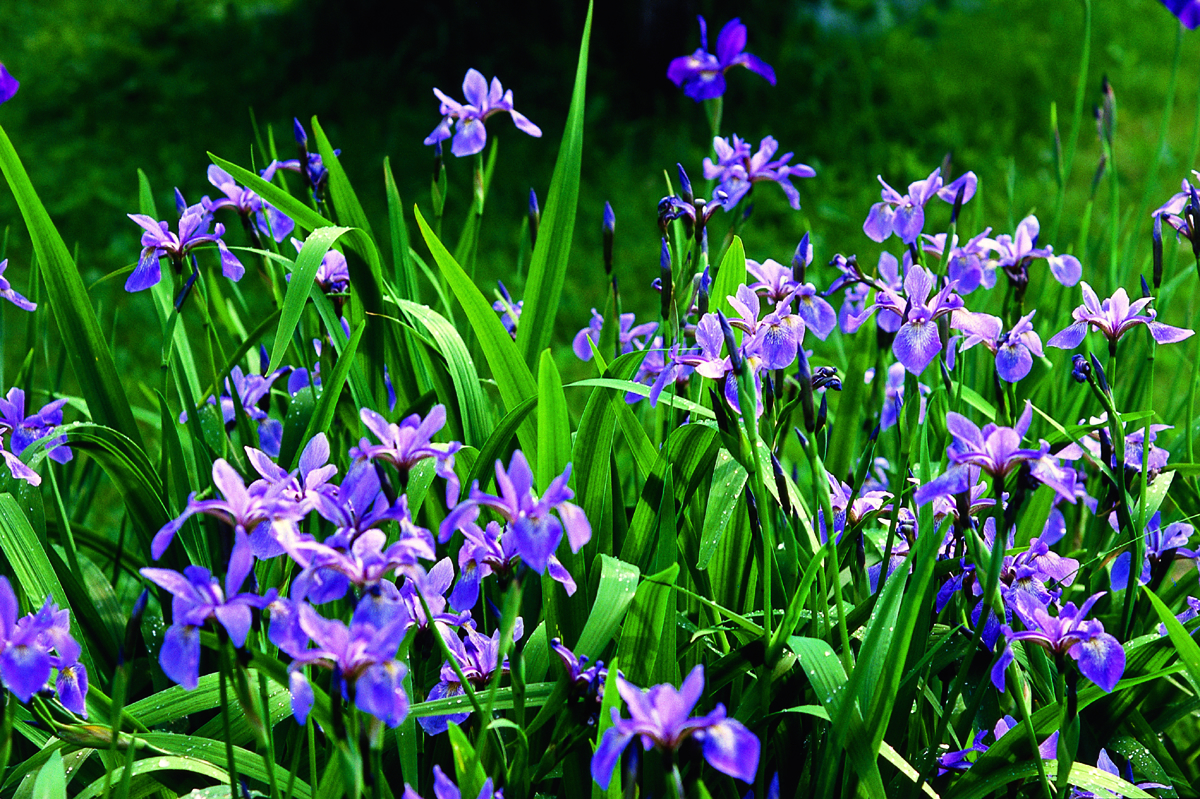
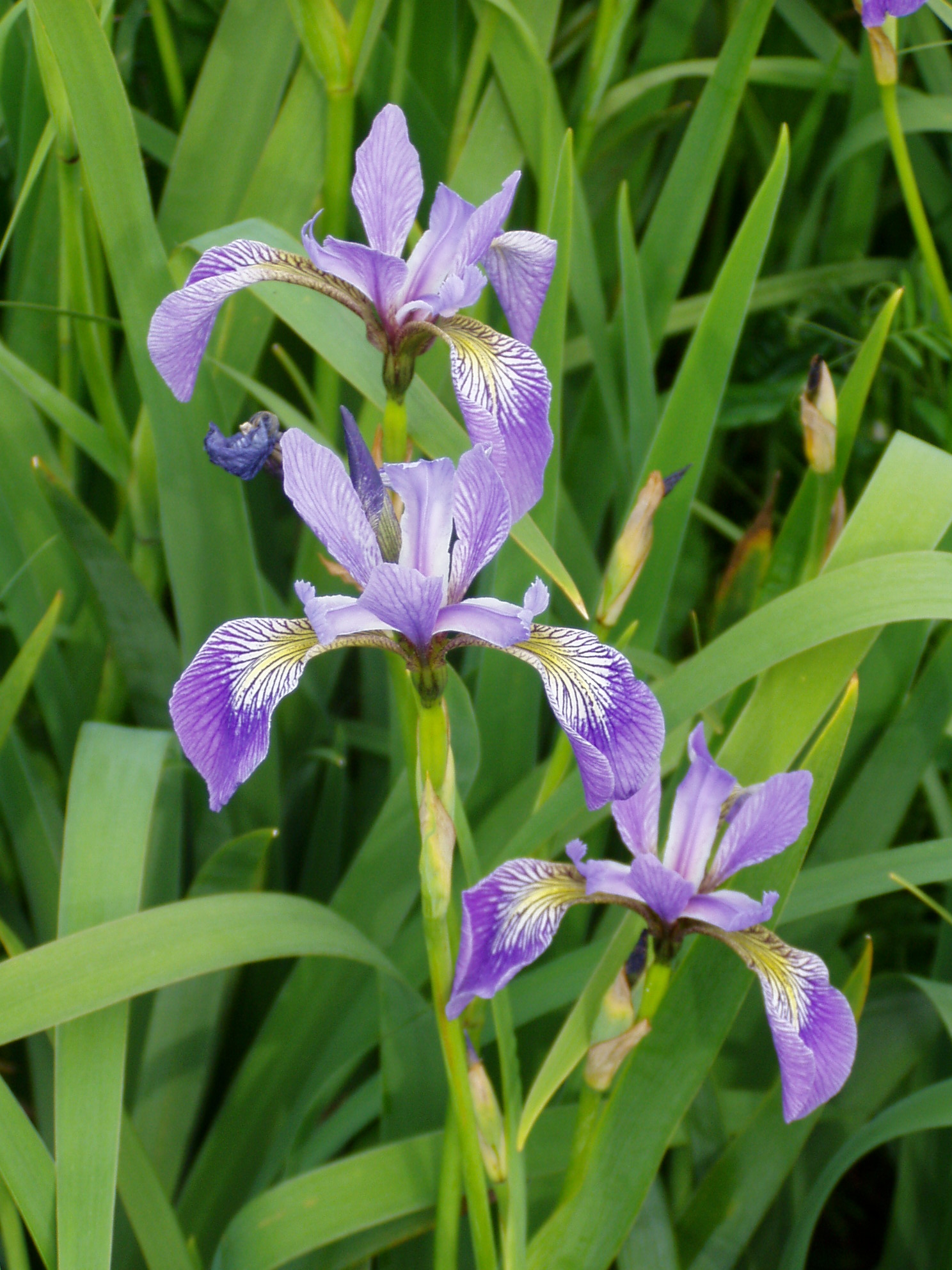
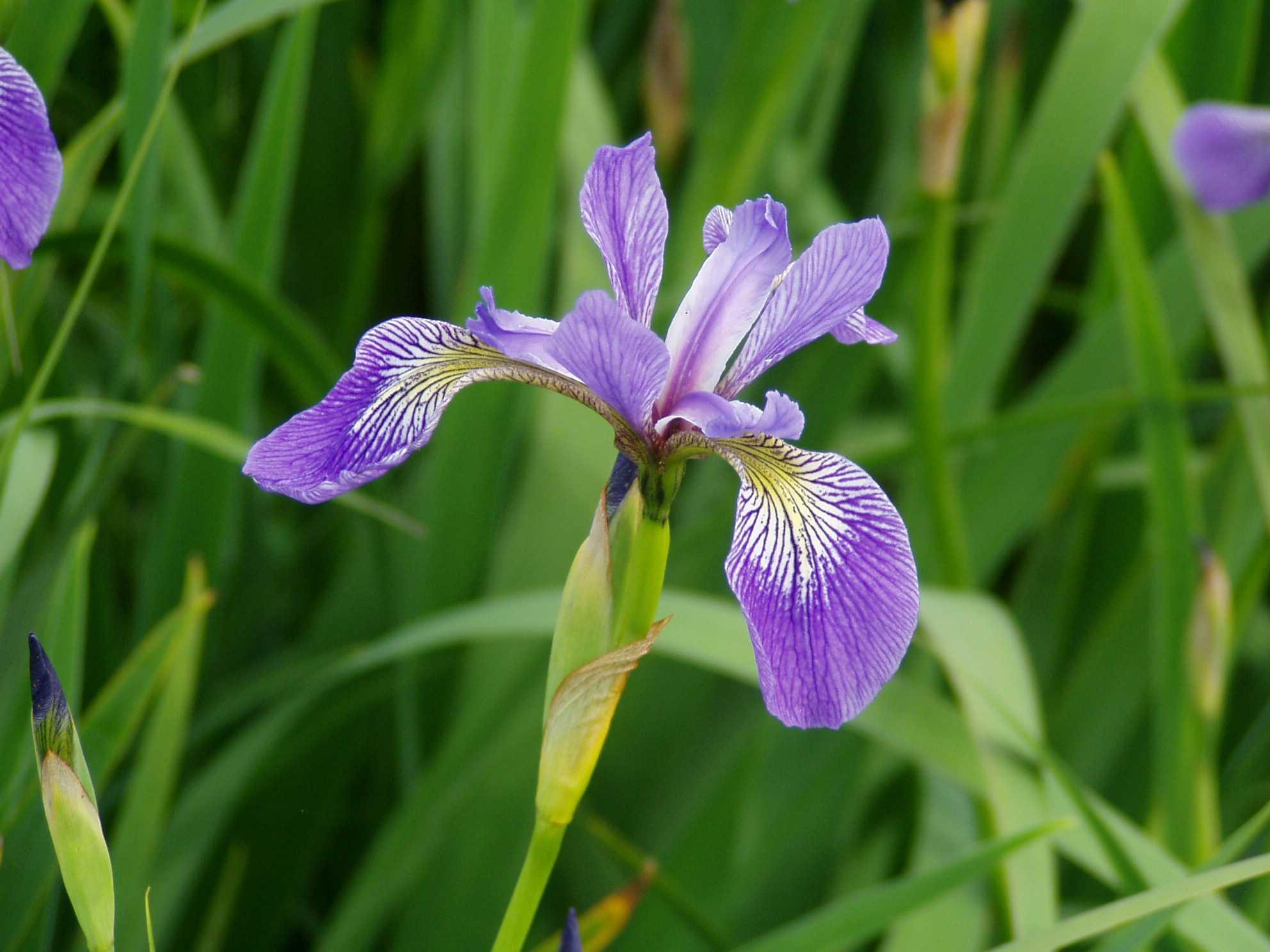